# Il liberatore dei popoli oppressi
Il liberatore dei popoli oppressi (Vapahtaja Surunen) è un romanzo dello scrittore finlandese Arto Paasilinna, pubblicato nel 1986.
Il libro è stato tradotto in sloveno, italiano, francese e tedesco.

## Trama
Surunen è un mite glottologo finlandese, amico di Anneli Immonen, maestra di musica finlandese, con la quale condivide la passione per la libertà dei diritti politici universali. Entrambi aderiscono alla sezione finlandese di Amnesty International. Avendo adottato un prigioniero politico, il professor Ramón López, da sei anni detenuto illegalmente nel suo Paese (il Morterey), dopo aver scritto decine di petizioni in suo favore (rimaste tutte senza risposta), Surunen decide di andare sul posto per provare a risolvere di persona la situazione. Il glottologo raduna tutto il suo denaro e ne riceve altro dalla maestra, che ha venduto l'automobile per sostenere l'amico. Con questi mezzi e con due passaporti, Surunen si mette in viaggio, volando fino a Mosca, quindi fino a Cuba e Città del Messico. Da qui, dopo aver nascosto il passaporto con i visti sovietici e cubani, prende il volo per il Morterey.
Il Morterey è un piccolo Stato (immaginario), confinante con l'Honduras, afflitto dal susseguirsi di colpi di stato militari e attualmente retto dal generale Ernesto De Pellegrini. Sono frequentissimi gli arresti, le torture e le condanne a morte. Il giorno seguente al suo arrivo anche Surunen è arrestato per aver gridato di liberare Lopez, durante il saluto quotidiano del presidente ai suoi "cittadini". Condotto in una fabbrica fuori mano e fuori uso, Surunen è interrogato da cinque miliziani e suscita l'ilarità dei suoi aguzzini che non credono all'esistenza della Finlandia, tanto meno a una vittoria dei finlandesi con gli sci sull'Armata Rossa. Stanchi poi di deriderlo, lo appendono a un trespolo e lo torturano, finché un terremoto li induce a fuggire, lasciando a terra le loro armi. Non appena Surunen riesce a liberarsi, impugna un mitra e, uscito dal capannone-sala di tortura, incontra i cinque carcerieri e li uccide tutti. Quindi ritorna alla capitale e apprende che le autorità (ignare della sua esistenza) hanno spiegato le morti inventando un attacco guidato da venti e più ribelli armati.
Tornato al suo albergo, Surunen si confida con Haslemore, un giornalista statunitense e insieme giungono alla risoluzione di cambiare tattica: Surunen si farà passare per un illustre studioso dell'Antica Grecia e conquisterà le signore dell'alta società, per ottenere di tornare alla prigione, dove ha già visto Lopez gravemente malato. Lo stratagemma riesce: vestito di uno smoking bianco, Surunen offre una serata culturale che gli frutta molti inviti presso le famiglie più illustri. Convincendo tutti che deve fare ricerca sui dialetti, gli viene accordato il permesso di andare alla prigione con la scorta di cinque marinai. Qui approfitta della sua posizione per far uscire Lopez in barella, assistito da un altro  prigioniero, Rigoberto Fernandez; tre fratelli indios, i Bueno, vanno con loro per portare la barella del malato. Dopo lunghissimi giri, gli uomini della scorta crollano per la stanchezza ed è un gioco impadronirsi delle loro armi. Al risveglio, i cinque comprendono di dover sparire dalla circolazione, aiutati da un po' di soldi offerti loro da Surunen. Invece Lopez è morto. Raggiunto l'Honduras, gli indios si dileguano e, dopo che si  è ingraziato il poliziotto locale al quale regala le armi sottratte alla scorta, Surunen parte con Rigoberto che in Messico ottiene asilo politico, quindi entrambi tornano in Europa, nello Stato di Delatoslavia.
Questo Paese (immaginario) è situato tra Austria, Ungheria, Cecoslovacchia e Unione Sovietica: retto dal comunismo più ortodosso, e fa parte del COMECON. Subito Rigoberto si entusiasma e diventa medico del principale ospedale di Slavogrod, la capitale, e si innamora di Milja, infermiera. Ma, in una visita guidata nel nosocomio, Surunen si rende conto che nella sezione psichiatrica sono detenuti i dissidenti politici e conosce un pastore battista (Radel) e un vecchio ladro, Papà Flasza. Turbato dalla scoperta, Surunen si convince che sia pura giustizia liberare almeno un prigioniero. Sapendo di non dover coinvolgere né Rigoberto, né Lebkov (un amico russo), Surunen finge di  partire per Vienna in treno, da dove prenderà un volo per la Finlandia. Congedatosi da tutti, raggiunge la cittadina più vicina e, con abili stratagemmi, si procura un camice da medico e due paia di manette; quindi torna in incognito a Slavogrod.
Il piano va a gonfie vele finché, mentre il sedicente medico Surunen si sta ammanettando a Radel, Papà Flasza gli sfila dalla tasca il secondo paio di manette egli si attacca all'altro braccio, ingoiando in un lampo la chiave. Il personale è ben felice di liberarsi di Flasza, anzi pensano che sia davvero matto: i tre lasciano l'ospedale e inizia per loro l'ultima avventura. Dapprima Surunen libera Radel, poi deve aspettare che Flasza "espella" la chiave, aiutato da una forte dose di olio di ricino. Purtroppo Surunen ha solo due passaporti, ma Flasza dichiara di voler rimanere al suo Paese, vivendo da libero ladro. Prende contatti con i falsari locali perché falsifichino il documento per Radel, ribattezzato Tuomas Juhani Mannerheim, per sembrare finlandese. Preso di nuovo il treno per Vienna, Surunen ha il piacere di "ristorare" i controllori con tartine al caviale, fornite dal creativo Flasza, mentre Radel è in preda al terrore. L'arrivo a Vienna, la concessione dell'asilo politico al pastore, la partenza e l'arrivo in Finlandia, si concludono con la realizzazione di due sogni: una vera chiesa per Radel, presto elevato alla dignità di arcivescovo finlandese, e le nozze di Surunen con la maestra, che lo ha aspettato affogando la preoccupazione in fiumi di vino e liquori.

## Personaggi
- Viljo Surunen, glottologo finlandese, attivo nella sezione finlandese di Amnesty International.
- Anneli Immonen, maestra di musica, della sezione finlandese di Amnesty International.
- Sergej Lebkov, studioso di alieutica, rappresentante ufficiale dell'URSS nella protezione del pinguino reale dal ciuffo dorato.
- Ernesto de Pellegrini, generale e presidente del Morterey, dopo l'ultimo colpo di Stato.
- Ramón López, docente universitario del Morterey, da sei anni prigioniero politico senza processo.
- Consuelo Espinoza de López, moglie di Ramón e madre di quattro bambini.
- Cardenas (Jacinto Marco Aurelio), professore universitario del Morterey.
- Tom Haslemore, giornalista americano presente in Morterey; è alcoolizzato e malato di AIDS.
- Monsignor Moises Bustamonte, vescovo di Santa Riaza, capitale del Monterey.
- colonnello Jesús Colindres, capo della polizia segreta del Morterey.
- Esteban Idigoras, campanaro, collegamento dei dissidenti in Morterey.
- Rigoberto Fernandes, giovane medico in carcere con Lopez.
- Primero, Segundo, Tercero, tre fratelli peones indios, di cognome Bueno, carcerati.,
- Milja, infermiera dell'ospedale maggiore di Delatoslavia.
- Radel Tsurinov, pastore battista, detenuto in manicomiio criminale in Delatoslavia, dove è consentita solo la Chiesa ortodossa russa.
- Papà Flasza, ladro impenitente, detenuto con Radel, accusato di fascismo; lui si considera invece un patriota e libero pensatore (della serie: dobbiamo essere liberi di lavorare, ma anche di farne a meno).

## Edizioni in italiano
- Arto Paasilinna, Il liberatore dei popoli oppressi, traduzione di Francesco Felici, Milano: Iperborea, 2015